# Стрілець (фільм, 1997)
«Стрілець» (англ. The Shooter) — американський вестерн 1997 року.

## Сюжет
Банда на чолі з Джері Крантцом, тероризує місто, наводить на жителів жах, змушуючи їх думати, що в цьому містечку немає і не буде порядку. Всі спроби служителів закону зупинити ці криваві злочини закінчуються повним провалом. На боротьбу з оскаженілої бандою встає заслужений ветеран війни Майкл Атертон, який добре знайомий з такими людьми як Крантц. Для нього це зараз саме відповідальна справа.

## У ролях
| Актор              | Роль          |
| ------------------ | ------------- |
| Майкл Дудікофф     | Майкл Атертон |
| Ренді Тревіс       | Кайлі         |
| Валері Вайлдмен    | Венді         |
| Ендрю Стівенс      | Джейкоб       |
| Вільям Сміт        | Джері Крантц  |
| Ерік Лосон         | Пол           |
| Роберт Донован     | Піті          |
| Келвін Бартлетт    | шериф         |
| Гоук Гауелл        | Дункан        |
| Ліббі Джордж       | Джина         |
| Меттью Р. Андерсон | Кейсі         |
| Пітер Шерайко      | Ед            |

| Актор              | Роль             |
| ------------------ | ---------------- |
| Білл Ланглуа Монро | Вінс             |
| Райан Летшоу       | Даріена          |
| Марк Ваанян        | Тайлер           |
| Піт Волш           | Деніел           |
| Роберт Куоррі      | екзаменатор      |
| Нейл Делама        | Отіс             |
| Джеймс Ассі        | бармен           |
| Джефф Мюррей       | бандит           |
| Сем Долан          |                  |
| Кейн Ходдер        | боєць            |
| Ніккі Пеллі        | дружина мера     |
| Кім Рід            | дівчина у салуні |